# Kim Mohan
Kim Mohan (Chicago, 4 maggio 1949 – 12 dicembre 2022) è stato un autore di giochi e curatore editoriale statunitense.

## Biografia
Kim Mohan nacque a Chicago e si trasferì a Williams Bay all'età di cinque anni. Divenne un avido lettore di fantascienza e fantasy e un occasionale giocatore di wargame. Frequentò il Beloit College, continuando a cambiare la specializzazione accademica, ma mantenendo sempre i corsi di inglese e di giornalismo. «Decisi che quello che veramente voleva fare era scrivere, così in qualche maniera finiì a lavorare per il Lake Geneva Regional News come reporter e abbandonai il college. Questo durò alcuni mesi, quindi mi uniì allo staff del Beloit Daily News, dove rimasi per nove anni» In quel periodo Mohan lavorò con diverse mansioni, da giornalista sportivo ad addetto di agenzia stampa. Dopo nove anni stanco dell'ambiente giornalistico divenne uno scrittore freelance per vari giornali.
Nell'estate del 1979, si presentò agli uffici dei periodici della TSR a Lake Geneva e dopo un'intervista e alcuni lavori di prova come freelance, venne assunto stabilmente. Iniziò come parte di un staff di tre persone e non molto tempo dopo venne promosso ad assistente redattore di Dragon. Fu promosso a redattore capo con il numero 49 (maggio 1981). Svolse anche incarichi redazionali per le riviste Strategy & Tactics e Amazing Stories e fu curatore editoriale e tuttofare per la prima edizione di Unearthed Arcana e per il primo romanzo di Gary Gygax, Saga of Old City.
Mantenne la sua posizione a Dragon fino al 1986 e tornò come capo redattore dal 1993 al 1995. Fu curatore editoriale di Amazing Stories dal 1992 fino al 2001, ricevendo diverse nomination per il Premio Locus sia per "Best Editor" che per "Best Magazine or Fanzine".
Comparve nello puntata speciale di History Channel, In Search of History: The Truth About Science Fiction (1999), in cui Harlan Ellison e Larry Niven discutevano della letteratura e del cinema di fantascienza.
Mohan fu il revisore principale del progetto per l'edizione 3.0 del gioco di ruolo fantasy Dungeons & Dragons, fino a che non venne promosso a managing editor nella seconda metà della fase di progetto e fu sostituito da Julia Martin.

## Romanzi
- Trilogia Cyborg Commando:
  - Con Pamela O'Neill. Planet in Peril (1987).
  - Con Pamela O'Neill. Chase Into Space (1988).
  - Con Pamela O'Neill. The Ultimate Prize (1988).
- Con John Terra. Four from Cormyr, (1997). Avventura ambientata nei Forgotten Realms.

### Curatore editoriale
- Dragon, 1984–1994
- Amazing Stories, 1991–1995, 1998–2000[4]
- More Amazing Stories, 1998
- Sword and Fist: A Guidebook to Fighters and Monks, 2001.[5]
- Psionics Handbook, 2001.[6]